# Mangbetus
Os Mangbetu são um grupo étnico sudanês central da República Democrática do Congo que vive na província de Haut-Uele do nordeste do paíes.

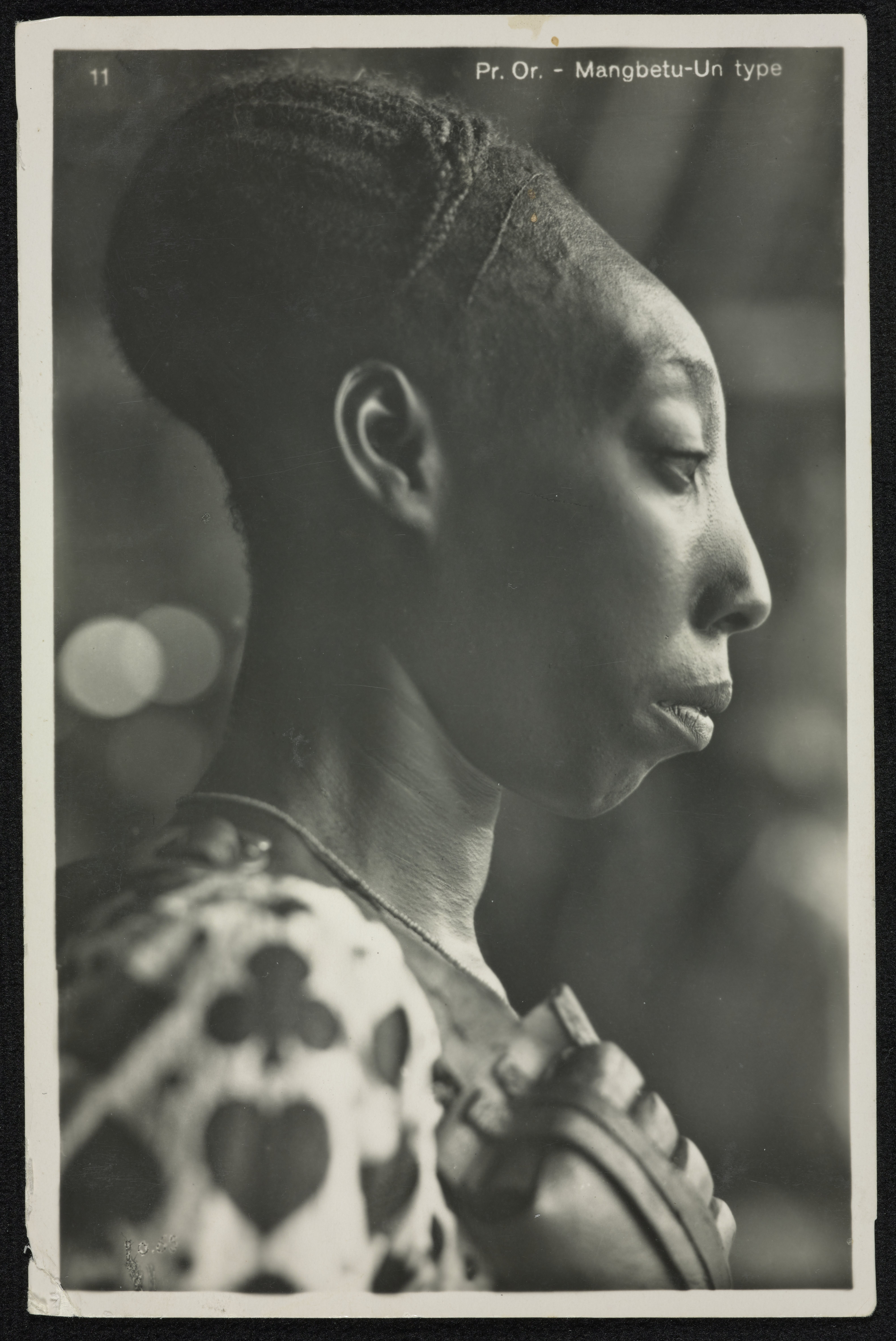
Mulher Mangbetu, [1928-1938], foto por Kazimierz Zagórski

## Língua
A língua mangbetu é chamada  kingbetu  na língua regional Lingala, mas os Mangbetu a chamam de nemangbetu. É um idioma membro da família de línguas sudanesas centrais.

## Cultura
Os Mangbetu são conhecidos por sua arte e música altamente desenvolvidas. Um instrumento associado e com o nome deles é a harpa ou guitarra Mangbetur.  .
Musicólogos também procuraram os Mangbetu para fazer gravações de vídeo e áudio de suas músicas..
O povo Mangbetu se destacou para os colonizadores europeus por causa da forma alongada de suas cabeças alongadas. Tradicionalmente, as cabeças dos bebês eram embrulhadas firmemente com um pano para dar a eles essa aparência distinta. A prática, chamada Lipombo, começou a desaparecer na década de 1950 com a chegada de mais europeus e a ocidentalização. Por causa desse visual distinto, é fácil reconhecer figuras Mangbetu na arte africana.

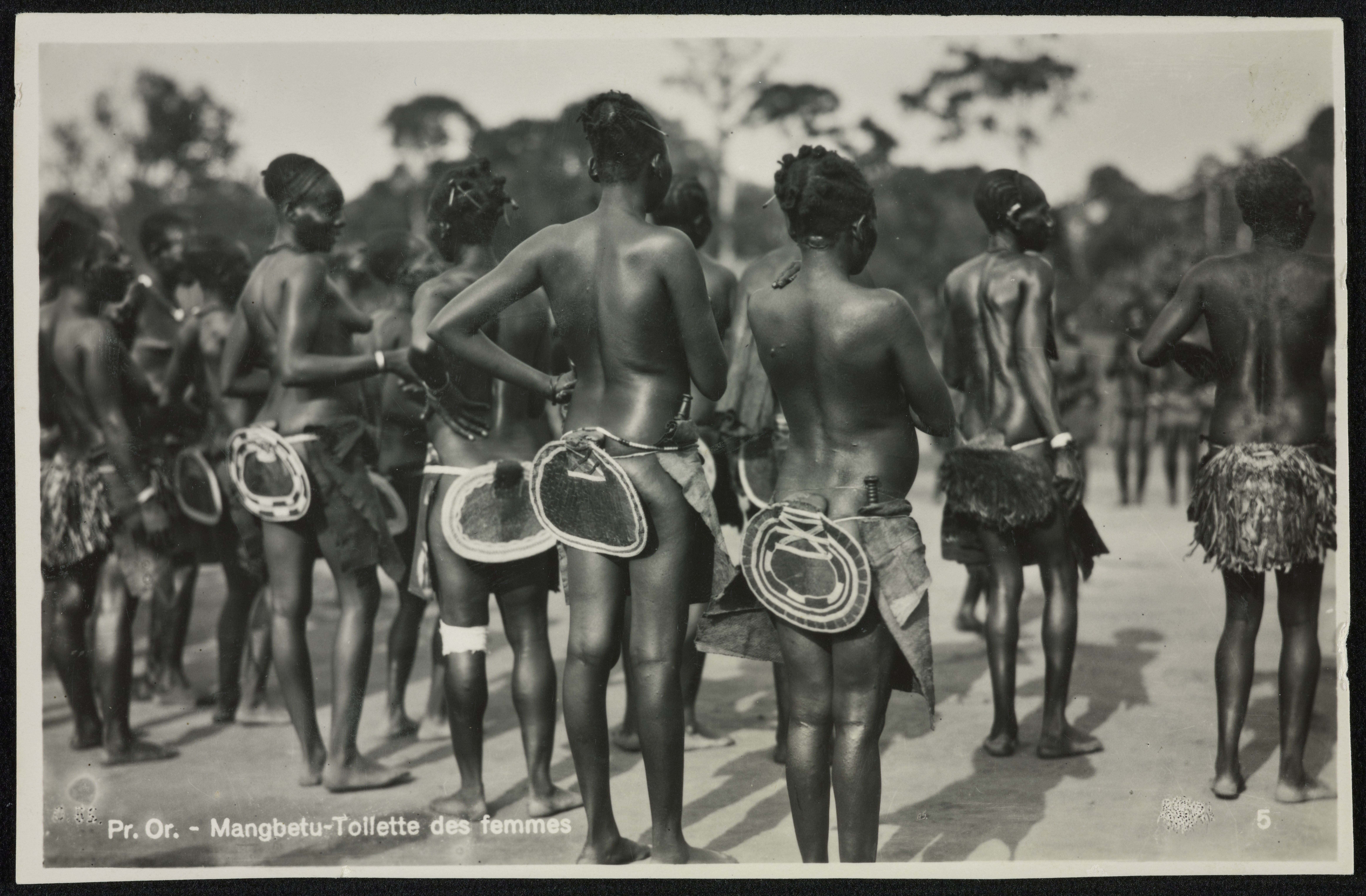
Dançarinas Mangbetu dancers, foto por Kazimierz Zagórski

## História
No início do século XVIII, os Mangbetu consistiam em uma série de pequenos clãs que, de migrações para o sul, entraram em contato com tribos que migravam para o norte da área  Bantu], entre as quais viviam intercaladas. No final do século XVIII um grupo de elite de língua Mangbetu, principalmente do clã Mabiti, assumiu o controle de outros clãs e de muitas tribos vizinhas de língua Bantu. É provável que seu conhecimento da forja de ferro e cobre, por meio da qual fabricavam armas e ornamentos finos, lhes desse uma vantagem militar e econômica sobre seus vizinhos.